# Абд аль-Крим
Абд аль-Крим или Абд эль-Керим (араб. محمد بن عبد الكريم الخطابي‎, 12 января 1882, Адждир — 7 февраля 1963, Каир) — вождь восстания рифских племён против испанских колониальных властей на севере Марокко и глава Рифской республики.

## Биография
Абд аль-Крим был сыном кади и вождя. В 1910—1915 годах — преподаватель испано-арабской школы, в 1915 г. стал главным кади (исламским судьёй) Мелильи. С 1914 года редактировал арабский раздел газеты «Телеграма дель Риф» («El Telegrama del Rif»), на страницах которой стали регулярно появляться призывы к изгнанию, с помощью Германии, испанцев и французов из Марокко. Тесно сотрудничал с германским консулом Вальтером Цехлином (Dr. Walter Zechlin, 1879—1962). Содействовал транспортировке оружия, поставлявшегося немцами рифским племенам, воевавшим против властей Французского Марокко. В 1915 году за призывы к освободительной борьбе был заключён испанскими колониальными властями в военную тюрьму Рострогордо, в 1916 году освобождён.
В 1919 году Абд аль-Крим бежал в горы. С 1920 года — после смерти отца — стал вождём племени. В 1921—1926 годах возглавлял освободительную борьбу рифов, сначала против испанских, а с 1925 года — и против французских колонизаторов. В 1921—1926 годах — президент (эмир) Рифской республики, представлявшей собой военно-политическое объединение 12 племён. Носил прозвище «берберский волк».
До 1924 года его борьбу против испанцев негласно поддерживали французские власти, рассчитывавшие руками рифов распространить своё влияние на всё Марокко. Во Франции развернулось движение поддержки освободительной борьбы рифов, а через международную зону Танжера Абд аль-Крим получал вооружение.

Однако, у Абд аль-Крима возникло желание расширить пределы своего эмирата за счёт подвластной французам долины Верги, откуда поступала значительная часть продовольствия. В конце 1924 года — командующий французскими войсками в Марокко генерал Юбер Лиоте построил линию укреплений для защиты долины Верги, а в апреле 1925 года французы начали боевые действия против армии эмира. В конце мая 1925 года парижская газета «Le Temps» писала: 
Речь идёт о настоящей войне. Мы имеем дело с решительным и способным лидером, престиж и могущество которого гигантски выросли за последние шесть месяцев.
26 мая 1926 года Абд аль-Крим был взят в плен во время переговоров французами и был сослан на остров Реюньон. В мае 1947 года получил разрешение на въезд во Францию при условии отказа от политической деятельности. Бежал с парохода в Порт-Саиде и поселился в Каире, где возглавлял (1948—1956) Комитет освобождения Арабского Магриба.